# Рассекающий остеохондрит
Рассекающий остеохондрит (болезнь Кёнига) — отделение небольшого участка хряща от прилежащей кости со смещением его в полость сустава. Чаще всего заболевание диагностируется у больных 15—35 лет, однако имели место случаи обнаружения рассекающего остеохондрита у пациентов старше 60 лет, что, как правило, характерно для мужчин. В основном патологические изменения происходят в бедренной кости (85%), реже поражаются локтевой, лучезапястный, голеностопный и тазобедренный суставы, ещё реже — большеберцовая кость и надколенник. Впервые описано немецким хирургом Францем Кёнигом в 1888 году.

## Классификация
Классификация, основанная на клинико-рентгенологических признаках, предложенная Ф.Х.Башировым в 1973 году:
- 1 стадия — формирование очага некроза;
- 2 стадия — фаза диссекции;
- 3 стадия — фаза неполного отделения некротического фрагмента;
- 4 стадия — фаза полного отделения костно-хрящевого фрагмента.

Классификация, учитывающая данные эндоскопического исследования, разработанная  J.F. Guhl в 1982 году:
- 1 стадия — хрящ интактный, но пальпаторно мягкий и отечный;
- 2 стадия — отделение и разрыв хряща по периферии очага некроза;
- 3 стадия — частичное отделение некротизированного фрагмента;
- 4 стадия — формирование кратера или «ниши» в зоне поражения и свободных внутрисуставных тел[3].

## Стадии болезни
В клиническом течении заболевания выделяют четыре стадии.
- I стадия — дискомфорт в суставе, небольшие боли неопределённой локализации. Рентгенологически данная стадия зачастую не различима, МРТ позволяет выявить отек костного мозга[4]. Хрящ визуально не изменен.
- II стадия — боли в суставе, появляется синовит. С помощью рентгена отмечают нарушение целости замыкательной пластинки в омертвлённом теле, увеличивается полоска просветления между здоровыми участками кости и некротизированным телом.
- III стадия — отмечается неполное отделение омертвлённого тела, что может привести к блокаде сустава. С помощью рентгена обнаруживается суставная мышь.
- IV стадия — омертвлённое тело полностью отделяется от здорового участка кости, блокада сустава отмечается реже, усиливается боль и нарастает синовит. Рентген даёт возможность выявить внутрисуставное тело.

## Диагностика
Диагноз ставится на основании данных анамнеза и жалоб пациента, данных лучевой диагностики (рентгенография и МРТ) и артроскопии. 
Характерным признаком болезни Кёнига является симптом Вильсона - появление и усиление болей при пальпации в области внутреннего мыщелка бедренной кости и одновременном разгибании ротированной внутрь голени из согнутого до 90° положения.

## Лечение

#### Консервативное лечение
Консервативное лечение заключается в назначении сосудистых препаратов, препаратов улучшающих питание и восстановление суставного хряща, физиотерапии, исключении осевой нагрузки на конечность на срок от одного до шести месяцев и иммобилизации сустава, но данный метод является не всегда эффективным, он помогает только детям и подросткам, у взрослых главным аспектом лечения является хирургическое вмешательство (артротомия). 

#### Хирургическое лечение
На ранних стадиях заболеваем возможно замещение некротических участков вновь образованной тканью, на поздних стадиях необходимо удалить суставную мышь и восстановить конгруэнтность суставной поверхности. При I и II стадиях рассверливают фиксированный костно-хрящевой фрагмент для его реваскуляризации и замещения жизнеспособной тканью.
Так же для лечения глубоких локальных повреждений хряща коленного сустава применяют мозаичную костного-хрящевую аутопластику, целью которой является замещение участка поражённой суставной поверхности, локализующейся в области концентрации нагрузок, костно-хрящевым аутотрансплантатом цилиндрической формы, взятым с менее нагружаемой части наружного или внутреннего мыщелков бедренной кости или межмыщелковой ямки, кпереди от места прикрепления передней крестообразной связки.
Недавно российскими медиками был разработан новый способ лечения болезни Кенига: артроскопически выполняют тунелизацию поражённого участка кости, затем туда вводят жидкость, которая затвердевает в организме и способствуют регенерации костной и хрящевой ткани.

## Послеоперационный период
После мозаичной аутопластики продолжительность иммобилизации составляет 2-4 недели в зависимости от количества пересаженных аутотрансплантатов, дозированная нагрузка разрешается через 6 недель, полная нагрузка через 8-10 недель, в течение 2-3 месяцев при ходьбе рекомендуется пользоваться тростью или костылями, сустав фиксировать наколенником или эластическим бинтом. 
После туннелизации дозированную нагрузку разрешают через 4 недели, полную - через 8 недель. 